# Три-Кингс
Три-Кингс (англ. Three Kings Islands, Маорийиские названия островов — Manawa-tawhi или Ngā Motu Karaka) — группа из 13 островов, расположенная в 55 км к северо-западу от мыса Реинга, самой северной точки острова Северный (Новая Зеландия). Площадь островов составляет 4,86 км². Координаты — 34°09′14″ ю. ш. 172°08′24″ в. д..

## География
Группа расположена на подводном плато, которое отделено от острова Северный жёлобом глубиной от 200 до 300 м и шириной в 8 км.
Острова Три-Кингс традиционно делится на две подгруппы: группа Кинг и Юго-Западная группа.
- Группа Кинг
  - Остров Кинг: площадь — 4,04 км², наивысшая точка — 294 м.
  - Северо-Восточный остров: площадь — 0,10 км², наивысшая точка — 111 м.
  - Скалы Фармерс: площадь — 100 м², наивысшая точка — 5 м.
- Юго-Западная группа
  - Юго-Западный остров: площадь — 0,38 км², наивысшая точка — 207 м.
  - Острова Принсес: площадь — 0,2 км², наивысшая точка — 106 м.
  - Западный остров: площадь — 0,16 км², наивысшая точка — 177 м.

В 1945 году на островах Три-Кингс был найден уникальный вид дерева — лат. Pennantia baylisiana, который нигде, кроме островов Три-Кингс, не встречается. В 1995 году острова были объявлены заповедником. Среди других эндемичных растений группы можно выделить лат. Tecomanthe speciosa и лат. Elingamita johnsonii. В 2013 году здесь было найдено 13 эндемичных новых для науки видов жуков Pselaphinae (Staphylinidae).

## История
Острова Три-Кингс были открыты 6 января 1643 года голландским путешественником Абелем Тасманом. Это произошло за три дня до того, как европейцы впервые увидели очертания берегов Новой Зеландии. Своё современное название группа получила из-за того, что на островах Тасман высадился в день Крещения Господня, который у католиков совпадает с праздником Трёх королей — трёх мудрецов, которые первыми донесли до всего мира весть о рождении Христа. Во время визита островов Три-Кингс Абелем Тасманом группа была населена представителями народа маори, но с 1840 года острова необитаемы.

## Административное деление
Несмотря на то, что острова Три-Кингс расположены достаточно близко от основной части Новой Зеландии, эта группа островов считается новозеландскими Внешними островами. Группа является территорией Новой Зеландии, однако она не считается частью какого-либо региона или округа, а находится в непосредственном управлении специального органа — англ. Area Outside Territorial Authority.